# Милош Павлов
Милош Кръстев Павлов е български революционер, деец на Вътрешната македоно-одринска революционна организация.

## Биография
Милош Павлов е роден в дебърското село Безово, тогава в Османската империя. Работи като каменоделец в Албания и Сърбия. Присъединява се към ВМОРО и става секретар в четата на братовчед си Марко Павлов. С нея участва в Илинденско-Преображенското въстание, а след потушаването му е назначен за районен войвода в Дебърско. Милош успява да унищожи войводата на сръбската чета, действаща в Дримкол, сърбоманина Пандил и да неутрализира Георги Цветков Дримколски. Един от четниците на Пандил, албанецът Джемаил Марка по-късно в 1909 година оглавява нова сръбска чета в Дримкол.
На 6 март 1906 година четата на Милош Павлов е предадена от сърбоман и обградена при село Нерези. Милош Павлов се самоубива, за да не попадне в ръцете на аскера, а братовчед му Марко Павлов с двама четници се спасяват. В Нерези загиват още Вельо Велков и Митре Георгов от Ташмарунища.
Според Милан Матов Милош Кръстев убива уж случайно Цветан Ябланишки и поп Йоан Бабунов, тъй като се бъркали в района му, а пък самият той заедно с Трифон Големия са предадени от селяните поради безчинствата им.